# Science Congress Center Munich
Das SCCM – Science Congress Center München ist Teil des Forschungszentrums Garching der TU München, rund 17 km nördlich der Münchner Innenstadt. Es liegt nahe der Allianz Arena und der A9, äußerst verkehrsgünstig auf halbem Weg zwischen dem Münchner Flughafen und der bayerischen Landeshauptstadt und ist mit der U-Bahn-Linie 6 direkt mit der Münchener City verbunden. Die Veranstaltungsstätte wurde im Jahre 2021 in Betrieb genommen und beherbergt internationale wissenschaftliche Kongresse, Hauptversammlungen börsennotierter Unternehmen, Veranstaltungen der Münchner Universitäten sowie Corporate Veranstaltungen und Events.

## Räumlichkeiten
Das Kongresszentrum verfügt über eine Veranstaltungsfläche von 2.400 Quadratmetern, 1.600 Quadratmeter flexible lichtdurchflutete Foyerflächen für Messen und Ausstellungen. Der Audimax mit 1.300 Plätzen sowie ein Hörsaal mit 300 Plätzen gehören mit zu den größten natürlich beleuchteten Auditorien der Welt. Weitere 12 Veranstaltungsräume befinden sich ebenfalls im SCCM.

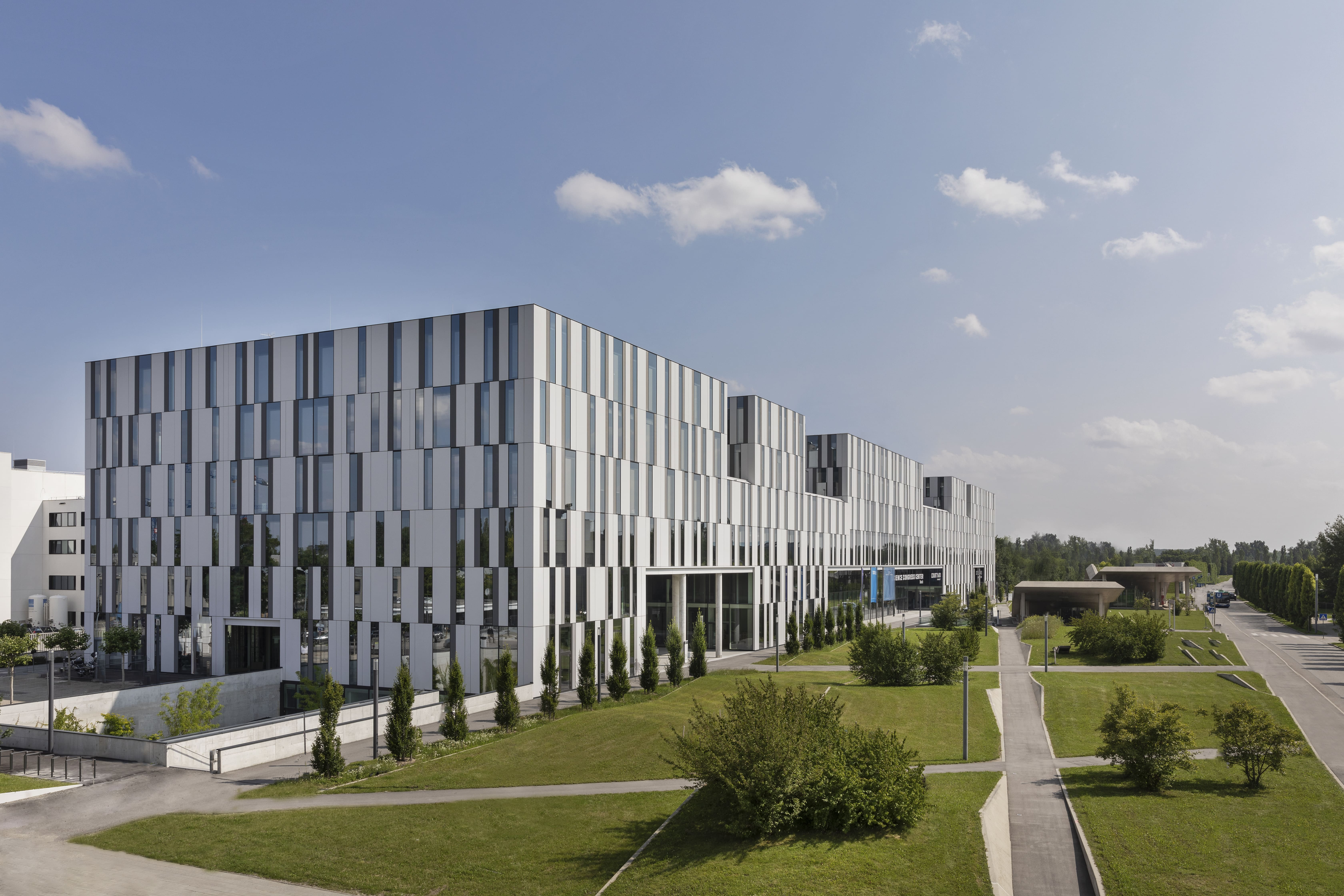
Außenansicht des Science Congress Center München

## Technik und Service
Zum SCCM gehören eine Highspeed-Kommunikationstechnik, moderne Licht- und Tontechnik, audiovisuelle Medien sowie Übertragungs- und Bühnentechnik. Die Hauptbühne des Audimax ist mit Fahrzeugen für Präsentationen direkt befahrbar.

## Veranstaltungen
Zu den Kunden des SCCM gehören neben der TU München führende Forschungsinstitute sowie zahlreiche börsennotierte Unternehmen aus Wissenschaft und Wirtschaft. Ebenfalls beheimatet das SCCM die Europe-Korea Conference of Science and Technology 2023.